# كيربيز دريم لاند
كيربيز دريم لاند (بالإنجليزية: Kirby's Dream Land‎؛ باليابانية: 星のカービィ) هي لعبة منصات من نوع التمرير الجانبي طوَّرتها شركة هال لابوراتوري اليابانية ونشرتها شركة نينتندو لغيم بوي. صُدرت في عام 1992، وهي أول لعبة فيديو في سلسلة كيربي وأول ظهور لشخصية كيربي.

## وصلات خارجية
- كيربيز دريم لاند على موقع IMDb (الإنجليزية)